# Người giám tuyển

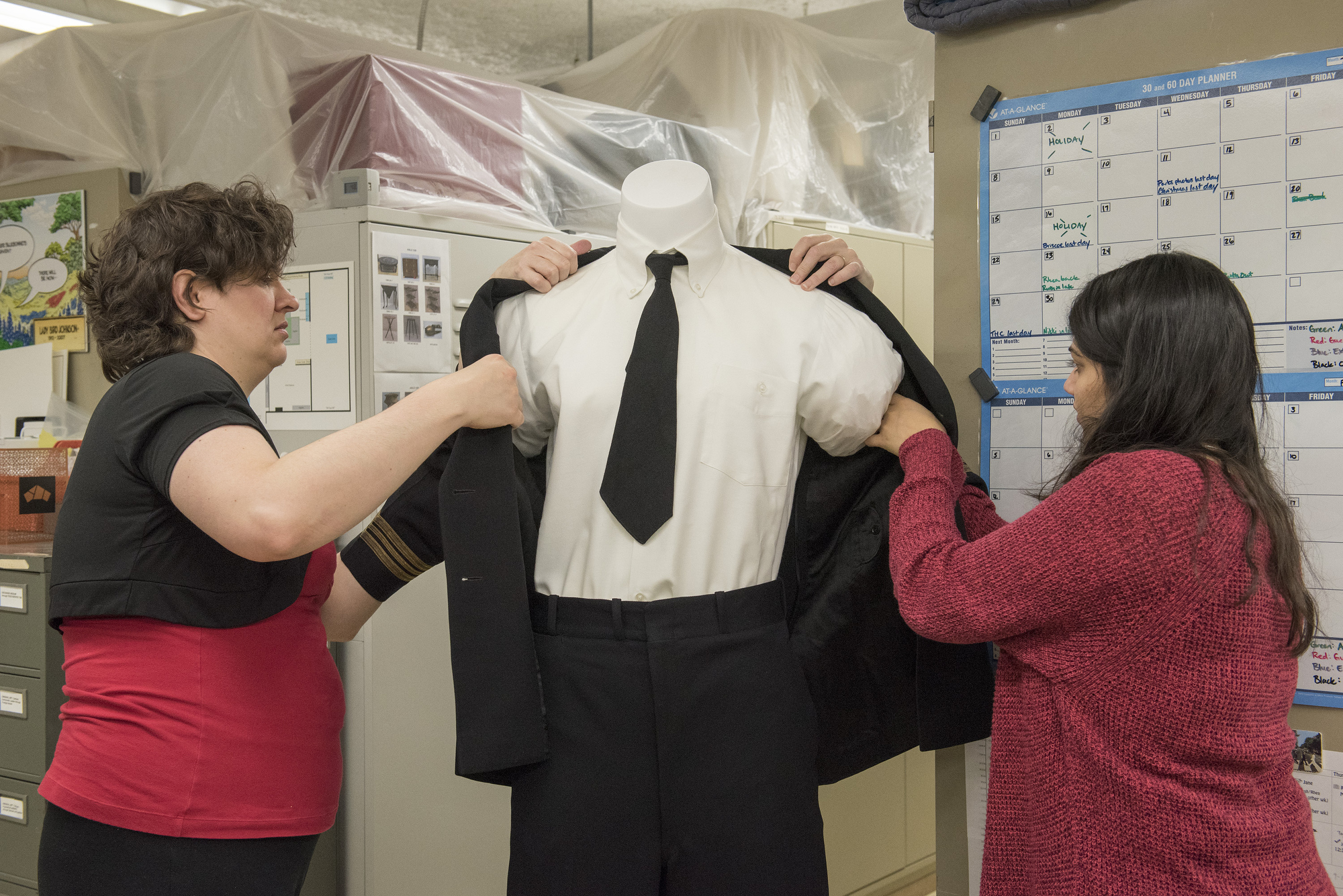
Giám tuyển viên và thiết kế viên đang mặc trang phục lên ma-nơ-canh cho một cuộc triển lãm nào đó.

Người giám tuyển, hay curator (từ tiếng Latinh: cura, nghĩa là "coi sóc") là người quản lý hoặc trông nom. Khi làm việc với các tổ chức văn hóa thì người giám tuyển thường là "người giám tuyển bộ sưu tập" (collections curator) hoặc "người giám tuyển triển lãm" (exhibitions curator), và mang phận sự 'đa dạng nhiều mặt' tùy vào thiết chế đặc thù và sứ mệnh của thiết chế đó. Trong những năm gần đây, vai trò của người giám tuyển đã phát triển theo cùng với sự thay đổi vai trò của các viện bảo tàng, và thuật ngữ "người giám tuyển" giờ có thể chỉ người đứng đầu bất kỳ bộ phận nào. Gần đây nữa, các kiểu giám tuyển viên mới đã bắt đầu xuất hiện, chẳng hạn như: "người giám tuyển cộng đồng" (community curator), "người giám tuyển văn chương" (literary curator), "người giám tuyển kỹ thuật số" (digital curator) hay "người giám tuyển y sinh" (biocurator).